# Spire de Dublin
Pour les articles homonymes, voir Spire.
Le Spire de Dublin, officiellement baptisé Monument of Light (Monument à la lumière, An Túr Solais en irlandais), est une sculpture en forme d'aiguille haute de cent vingt mètres dont l'extrémité est illuminée. Sa construction s'est achevée le 21 janvier 2003 sur O'Connell Street à Dublin en Irlande. Elle se situe à l'emplacement de l'ancienne colonne Nelson détruite en 1966.

## Détails

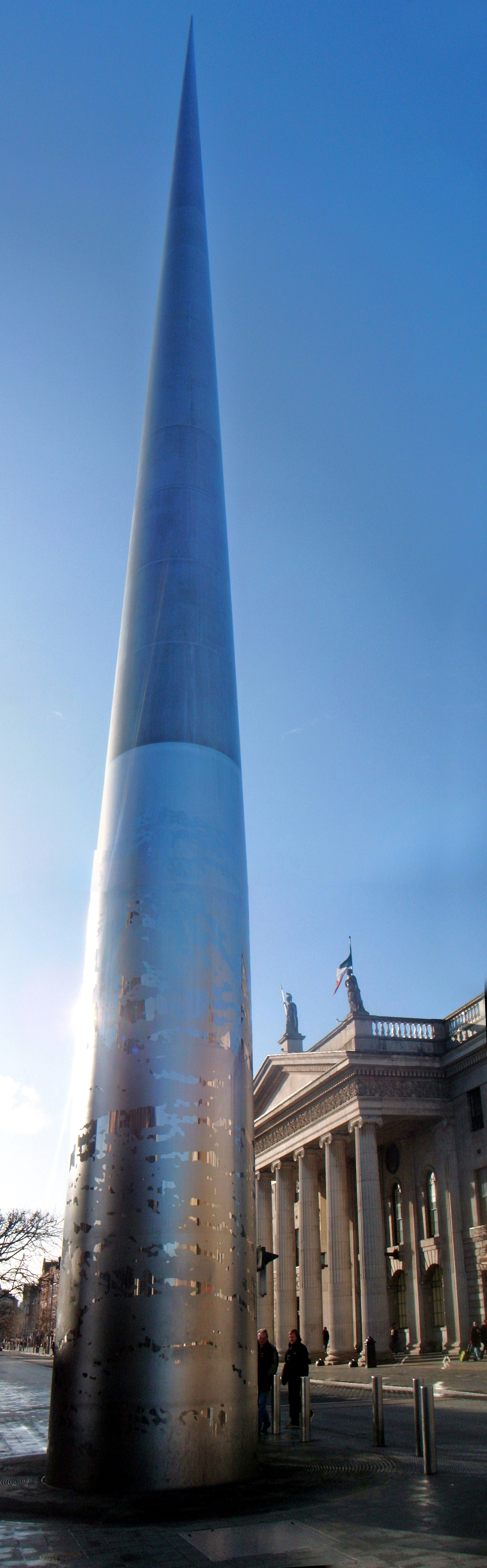
"The Spire", avec la Poste centrale de Dublin en arrière plan. Vue en direction de la Liffey.

Le "Spire", conçu par Ian Ritchie Architects (en), est un cône allongé d'un diamètre de 3 m à sa base se rétrécissant finalement à 15 cm en haut. Jusqu'à l'inauguration en 2018 de la Statue de l'Unité, en Inde, c'était, semble-t-il, la statue la plus haute du monde. À l'origine, elle devait être construite pour 2000 afin de commémorer le nouveau millénaire, mais sa construction fut retardée par la difficulté d'obtention des permis de construire et les règlements environnementaux.
Elle est constituée de huit tubes d'acier.

## Raisons de sa construction
Cette sculpture a été commandée pour la rénovation d'O'Connell Street en 1999 car cette rue déclinait depuis les années 1970. Certaines personnes reprochaient en effet à cette large avenue, la plus large d'Irlande, d'être simplement devenue une rue commerçante, dont nombre d'établissements font de la restauration rapide.
La construction du "Spire" devait être le symbole du renouveau de cette avenue. Sa construction a coûté 4 millions d'euros. Ce coût fut critiqué ainsi que son design. De nombreux surnoms ont été donnés au monument, avant même la fin de sa construction.

## Images

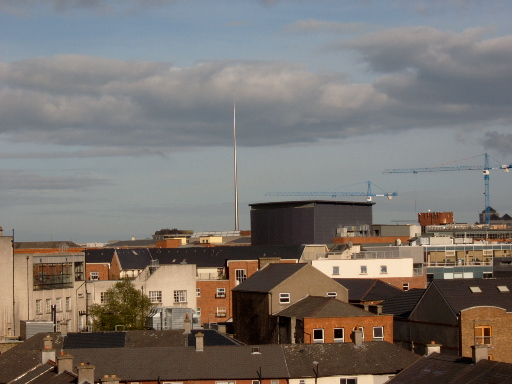
Vue depuis un appartement du centre ville.
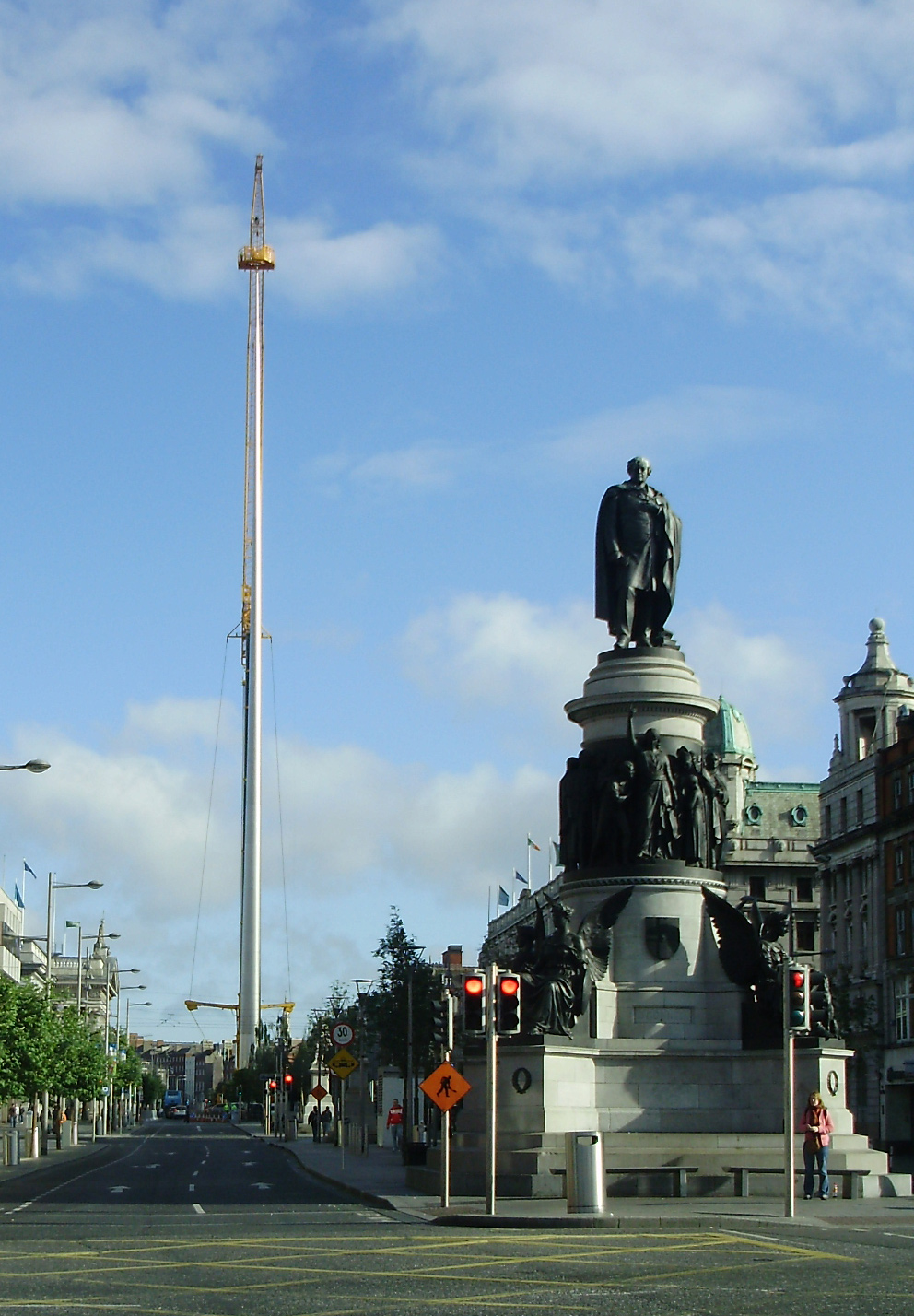
Travaux d'entretien.
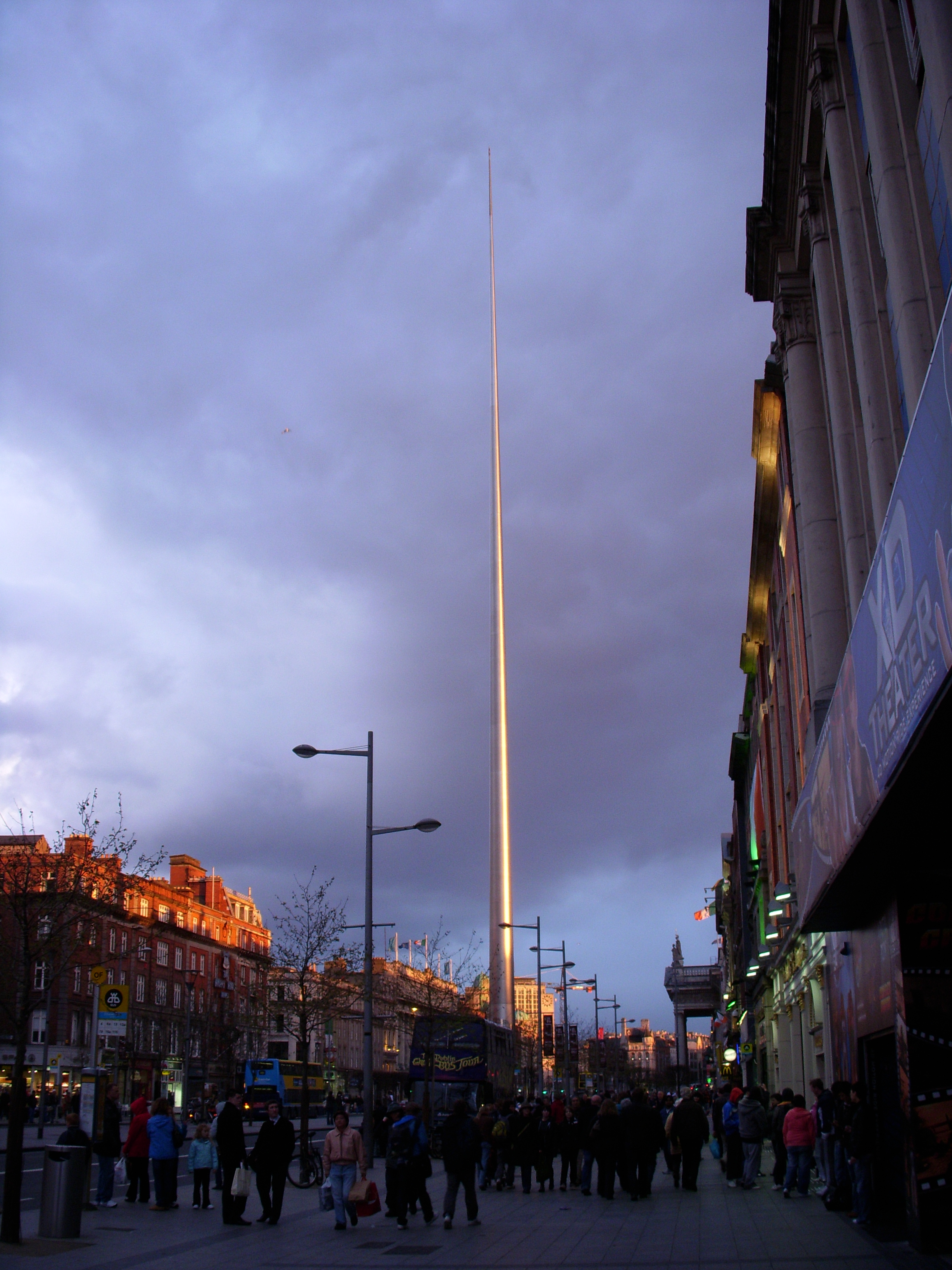
Vue depuis la rue O'Connell à la tombée de la nuit.
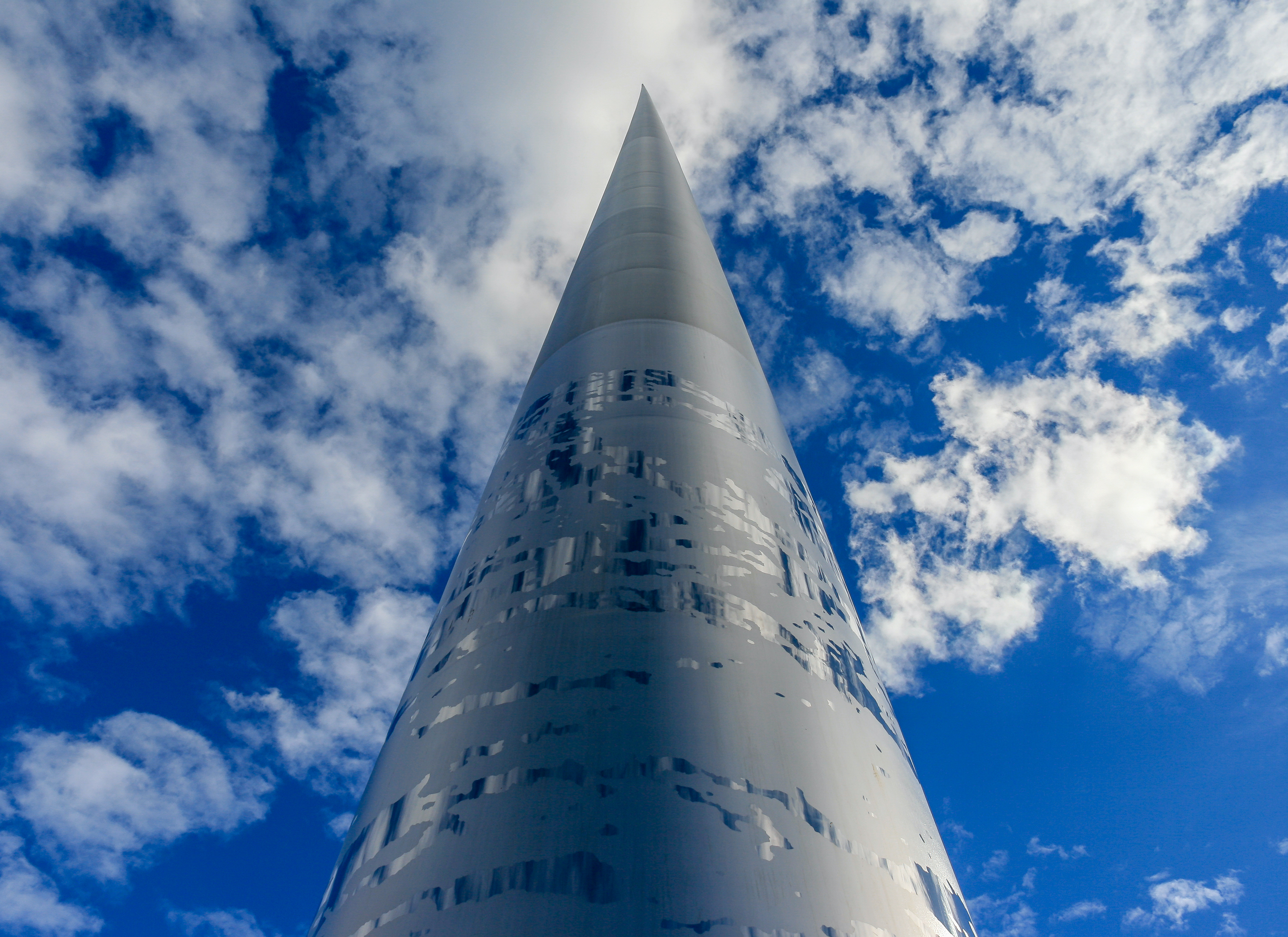
The "Spire" vu d'en bas.
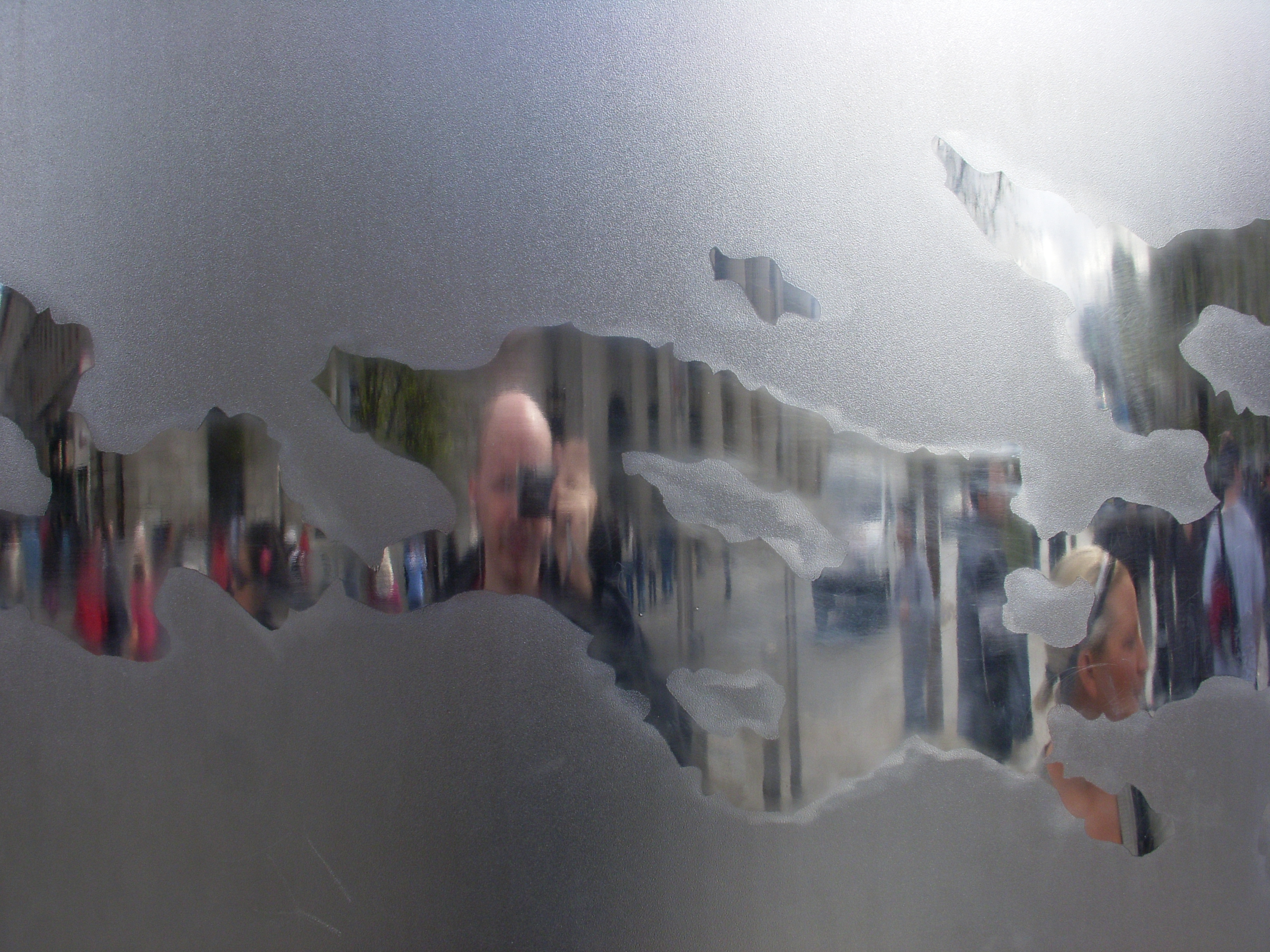
Détail des décorations à sa base.